# Marco Wegmüller
Marco Wegmüller (* 9. September 1982) ist ein ehemaliger Schweizer Eishockeytorhüter.

## Karriere

### Vereine
Wegmüller begann seine Karriere beim HC Davos, für den er zunächst im Tor der Elite-A-Junioren stand. In der Saison 1998/99 war er ausserdem Backup-Goalie der Profimannschaft und kam auf insgesamt sieben Spieleinsätze. In der Spielzeit 2000/01 wurde er zum Kooperationspartner SC Herisau abgegeben, wo er Erfahrungen in der Nationalliga B sammeln konnte. Ein Jahr später wechselte er zum EHC Biel, der ihn sowohl in der NLB als auch bei den Elite-A-Junioren einsetzte. Neben den Einsätzen beim EHC Biel absolvierte er noch sechs NLA-Spiele beim EHC Chur. Im Sommer 2002 wechselte er zu den Rapperswil-Jona Lakers, für die er in zwei Spielzeiten 13 Spiele in der NLA absolvierte. Vor der Saison 2005/06 wechselte er zum SC Bern, konnte sich dort aber nicht gegen den Stammtorhüter Marco Bührer durchsetzen. Daher wurde er zeitweise an den Kooperationspartner SC Langenthal ausgeliehen. Im Sommer 2007 entschloss er sich zu einem Wechsel zurück zum EHC Biel, wo er zusammen mit Pascal Caminada ein starkes Torhüterduo bildete. 2009 beendete er seine Karriere als Eishockeyprofi.

### Nationalmannschaft
- Teilnahme an der U18-Junioren-Weltmeisterschaft 2000

## Erfolge
- 2008: Schweizer Meister der NLB mit dem EHC Biel und Aufstieg in die NLA.